# Eugenio Barba
Eugenio Barba (n. 29 octombrie 1936, Brindisi, Apulia, Italia) este un autor și regizor de teatru italian cu sediul în Danemarca. Este fondatorul Teatrului Odin și al Școlii Internaționale de Antropologie Teatrală, ambele situate în Holstebro, Danemarca.
Barba s-a născut în Brindisi și a crescut în Gallipoli, provincia Lecce, Italia. După ce a părăsit academia militară Nunziatella din Napoli, în 1954, a emigrat în Norvegia pentru a lucra ca sudor și marinar. De asemenea, a absolvit literatura franceză, norvegiană și istoria religiei la Universitatea din Oslo. În 1961 a plecat la Varșovia în Polonia pentru a studia regia teatrală la Școala de Teatru de Stat, dar a plecat un an mai târziu pentru a se alătura lui Jerzy Grotowski, care la acea vreme era liderul Teatr 13 Rzedow din Opole. Barba a rămas cu Grotowski trei ani. [1]
În 1963 a călătorit în India, unde a avut prima întâlnire cu Kathakali. A scris un eseu despre formularul care a fost publicat în Italia, Franța, SUA și Danemarca. Prima sa carte, Grotowski în căutarea unui teatru pierdut, a fost publicată în Italia și Ungaria în 1965.
Când Barba s-a întors la Oslo, în 1964, a vrut să devină regizor de teatru profesionist, dar ca străin s-a confruntat cu opoziție. El și autorul norvegian Jens Bjørneboe au adunat un grup de oameni care nu au trecut testul de admitere la Școala de Teatru de Stat din Oslo și au creat Odin Teatret la 1 octombrie 1964. [2] Grupul s-a antrenat și a repetat într-un adăpost împotriva atacurilor aeriene. Prima lor producție, Ornitofilene, de Bjørneboe, a fost interpretată în Norvegia, Suedia, Finlanda și Danemarca. Ulterior li sa oferit o fermă veche și o sumă mică de bani de către municipalitatea daneză Holstebro, care a devenit baza lor.
Peste patruzeci și doi de ani, Barba a regizat șaizeci și cinci de producții pentru Odin Teatret și Theatrum Mundi Ensemble. Unele dintre cele mai recente producții sunt Salt (2002), Great Cities Under the Moon (2003), Andersen's Dream (2005), Ur-Hamlet (2006) și Don Giovanni all'Inferno (2006) în colaborare cu Ensemble Midtvest. [3 ]
În 1979, Barba a fondat Școala Internațională de Antropologie Teatrală (ISTA). El face parte din consiliile consultative ale revistelor științifice precum The Drama Review, Performance Research, New Theatre Quarterly, Teatro e Storia și Teatrología. Printre cele mai recente publicații ale sale, traduse în mai multe limbi, se numără The Canoe de hârtie (Routledge), Teatrul: singurătatea, meșteșugul, Revolta (Black Mountain Press), Land of Ashes and Diamonds: My Apprenticeship in Poland, 26 scrisori de la Jerzy Grotowski către Barba (Black Mountain Press) și, în colaborare cu Nicola Savarese, The Secret Art of the Performer și versiunea revizuită și actualizată a Un dicționar de antropologie teatrală (Center for Performance Research / Routledge).